# Cornelius Povelsson Paus
Cornelius Povelsson Paus, född 1662 på Hjartdal prästgård i Hjartdal, död februari 1723 på Håtveit i Lårdal, var en norsk jurist och häradshövding i Øvre Telemark från 1696 till 1723.
Cornelius Povelsson Paus tillhörde släkten Paus och var son till kyrkoherden i Hjartdal, Povel Pedersson Paus, och Ingrid Corneliusdatter Trinepol från Skien. Han föddes strax efter midsommar 1662 och döptes den 17 augusti samma år av faderns prästkollega, prosten Sakarias Jonsson Skancke. Han var uppkallad efter sin morfar, trävaruhandlaren i Skien Cornelius Jansen Trinepol, och var bror till prästen Hans Povelsson Paus. Han gifte sig med Valborg Jørgensdatter Rafn (1673–1726), dotter till häradshövding i Øvre Telemark, Jørgen Hansen Rafn, och Margrethe Fredriksdatter Blom.
Han fick sin första undervisning av fadern, som ansågs vara en mycket lärd och eftertänksam personlighet. Han var senare elev vid Oslo katedralskola och studerade därefter vid Köpenhamns Universitet. Han började som edsvuren fullmäktig hos svärfadern och utnämndes av kung Christian V till svärfaderns efterträdare som häradshövding den 21 augusti 1696 efter rekommendation från svärfadern och amtman Henrik Nilsen Adeler. Han innehade ämbetet till sin död i februari 1723. Han och hans häradshövding-kollega i Nedre Telemark, Marcus Hanssen, fick 1714 efter ansökan till kung Fredrik IV delat Øvre Telemarkens östfjäll mellan sig. Han var den andra i raden i "ett av de mest framträdande häradshövding-dynastierna" i Norge och efterträddes i ämbetet av sin brorson Peder Hansson Paus
Cornelius Paus förde ett vapen med en vildman med klubba; en teckning av vapnet av Hans Krag är återgiven i boken Norsk heraldisk mönstring 1699–1730.
Cornelius Paus var bland annat far till prokuratorn Paul Paus (1697–1768), som var edsvuren fullmäktig hos fadern och en tid konstituerad som häradshövding, och som var gift med släktingen Martha Christophersdatter Blom. Cornelius Paus var också far till Hedvig Coldevin Paus (1711–1771), som var gift med sin kusin och faderns efterträdare Peder Paus. Bland Cornelius Paus' efterkommande finns Henrik Ibsen och Ole Paus.